# (3330) Gantrisch
(3330) Gantrisch ist ein Asteroid des äußeren Hauptgürtels, der am 12. September 1985 vom Schweizer Astronomen Thomas Schildknecht vom Observatorium Zimmerwald der Universität Bern aus entdeckt wurde.
Der Planetoid wurde nach dem 2176 m ü. M. hohen Berg Gantrisch benannt, in dessen Nähe sich das Observatorium Zimmerwald befindet.

## Gantrisch-Familie
Gantrisch ist Namensgeber der Gantrisch-Asteroidenfamilie. Diese Asteroidengruppe wurde früher Lixiaohua-Familie genannt, bis Gantrisch der Gruppe zugeordnet wurde, der mit seinen über 35 km Durchmesser den 20 km großen (3556) Lixiaohua als größten Vertreter dieser Familie ablöste. Teilweise wird noch die alte Familienbezeichnung verwendet.
Die Asteroiden dieser Familie haben über einen langen Zeitraum gesehen relativ chaotische Bahnparameter, da mehrere große Planetoiden in ihrer Nähe wie (1) Ceres, (2) Pallas, (4) Vesta, (10) Hygiea, (52) Europa, (511) Davida und (704) Interamnia ihre Bahnen beeinflussen. Es wird angenommen, dass die Mitglieder dieser Familie früher einen etwa 220 km großen Ursprungskörper bildeten, der vor ca. 155 Millionen Jahren bei einer kosmischen Katastrophe zerfiel, wie Simulationen der Asteroidenbahnen vermuten lassen. Spektralanalysen zeigen, dass die meisten Planetoiden der Gruppe zum C-Typ (dunkle kohlenstoffhaltige Oberfläche) oder X-Typ (rötliche Spektren) zählen. Gantrisch gehört zum X-Typ.